# Sikorsky S-434
Die Sikorsky S-434 war ein leichter einmotoriger Hubschrauber des US-amerikanischen Herstellers Sikorsky mit Turbinenantrieb, von dem insgesamt neun Maschinen produziert wurden.

## Geschichte
Die Sikorsky S-434 ist eine Weiterentwicklung der Schweizer S-333 unter dem Namen Sikorsky, den die Firma nach der Übernahme von Schweizer im Jahr 2004 auf den Markt brachte. Gegenüber dem S-333 wurden der Antrieb sowie der Rotor geändert, wobei jetzt eine Rolls-Royce 250-C20W zum Einsatz kommt. Zusammen mit dem neuen leiseren Vierblatt-Rotor steigt die Zuladung des Hubschraubers auf 840 kg. Der Erstflug des Hubschraubers fand am 18. Dezember 2008 in Horseheads im US-Bundesstaat New York statt. Die FAA-Zulassung sollte ursprünglich schon 2010 erlangt werden, bevor der Termin erst auf Dezember 2011 und später auf Anfang 2012 verschoben wurde.
Erstkunde von zwei Stück war 2009 das Innenministerium von Saudi-Arabien. Nachdem die von Saudi-Arabien bestellten neun Maschinen ausgeliefert worden waren, stellte man eine eingeschränkte Lebensdauer von Antriebskomponenten fest. Dies führte dazu, dass Sikorsky den Hubschrauber im März 2015 komplett aus dem Programm nahm. Die FAA-Zulassung war zu diesem Zeitpunkt noch immer nicht erfolgt.
Schweizer nannte als Preis für den S-434 933.000 US-Dollar und bezifferte die Kosten pro Flugstunde mit 240 US-Dollar.

## Technische Daten
| Kenngröße                 | Daten                                |
| ------------------------- | ------------------------------------ |
| Besatzung                 | 1                                    |
| Passagiere                | 2–3                                  |
| Länge                     | 9,50 m über alles                    |
| Rotordurchmesser          | 8,39 m                               |
| Höhe                      | 3,35 m                               |
| Nutzlast                  | 840 kg                               |
| Leermasse                 | 635 kg                               |
| max. Startmasse           | 1293 kg                              |
| max. Reisegeschwindigkeit | 195 km/h                             |
| Höchstgeschwindigkeit     | ? km/h                               |
| Dienstgipfelhöhe          | 3900 m                               |
| Reichweite                | ca. 560 km                           |
| Triebwerke                | 1 × Rolls-Royce 250-C20W mit 320 WPS |